# متحف السويد للسكك الحديدية
متحف السويد للسكك الحديدية (بالسويدية:Sveriges Järnvägsmuseum). يقع المتحف في مدينة يفله السويدية و يعرض تاريخ السكك الحديدية في مملكة السويد.

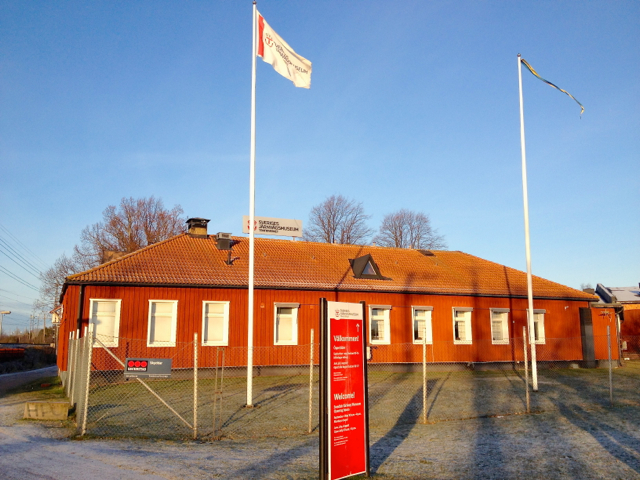
المتحف من الخارج

## محتويات المتحف
يُرى المتحف بأنه يحوي أحد أعقد التشكليلات المميزة والمعقدة من عربات و قاطرات عتيقة في العالم، و خصوصاً من القرن الثامن العشر.
يضم المتحف أيضاً عدة أبنية و منشآت قديمة حقيقية تم نقلها من مكانها الأصلي إلى المتحف، و على سبيل المثال بناء محطة قطارات و مخزن بضاعة و كذلك مخزنين لعربات القطارات و هم من أكبر المنشات التي يضمها المتحف. يوجد في المتحف أيضاً مكتبة شاملة و ألبوم صور كبير، الذي يتم بشكلٍ دوريٍّ تحويله إلى ألبوم صور إلكتروني ليصبح متاح للعامة على الشابكة بشكلٍ دائم.

## تاريخ المتحف
افتتح المتحف عام 1915 في العاصمة السويدية ستوكهولم و نُقِل إلى مدينة يفله في عام 1970. في عام 2014 سجل عدد الزوار للمتحف رقم قياسي ببلوغهن الستين ألف زائر على مدار العام.

## وصلات خارجية
موقع المتحف على الشابكة باللغة الإنجليزية.
موقع المتحف على الشابكة باللغة السويدية.